# Copa del Rey de balonmano 1980
La Copa del Rey de balonmano 1980 fue la edición V del campeonato estatal de la Copa del Rey y se celebró por el sistema de eliminatorias a doble partido, excepto la final que se jugó a partido único en Gerona (Cataluña) el 24 de abril de 1980.
Tienen derecho a jugarla los ocho primeros equipos clasificados del Campeonato de España de División de Honor 1979-80. 
Los equipo clasificados fueron: CB Calpisa, Atlético Madrid, ACD Michelin Valladolid, BM Granollers, BM Jaén, CD Bidasoa, Academia Octavio y el F. C. Barcelona.
El ganador de esta edición fue el CB Calpisa, imponiéndose al Atlético Madrid.

## Rondas finales
|  | Octavos de final    | Octavos de final | Octavos de final |    |  | Cuartos de final        | Cuartos de final        | Cuartos de final        |  |  | Semifinales                   | Semifinales                   | Semifinales                   |  |  | Final       | Final       | Final       |
|  |                     |                  |                  |    |  | 19 de mayo - 23 de mayo | 19 de mayo - 23 de mayo | 19 de mayo - 23 de mayo |  |  | 12 y 13 abril - 13 y 20 abril | 12 y 13 abril - 13 y 20 abril | 12 y 13 abril - 13 y 20 abril |  |  | 24 de abril | 24 de abril | 24 de abril |
|  |                     |                  |                  |    |  |                         |                         |                         |  |  |                               |                               |                               |  |  |             |             |             |
|  |                     |                  |                  |    |  |                         |                         |                         |  |  |                               |                               |                               |  |  |             |             |             |
|  |                     |                  |                  |    |  |                         |                         |                         |  |  |                               |                               |                               |  |  |             |             |             |
|  |                     |                  |                  |    |  |                         |                         |                         |  |  |                               |                               |                               |  |  |             |             |             |
|  |                     |                  |                  |    |  |                         |                         |                         |  |  |                               |                               |                               |  |  |             |             |             |
|  |                     |                  |                  |    |  |                         |                         |                         |  |  |                               |                               |                               |  |  |             |             |             |
|  | Atlético Madrid     | 25               | 18               |    |  |                         |                         |                         |  |  |                               |                               |                               |  |  |             |             |             |
|  | Atlético Madrid     | 25               | 18               |    |  |                         |                         |                         |  |  |                               |                               |                               |  |  |             |             |             |
|  |                     | FC Barcelona     | 20               | 20 |  |                         |                         |                         |  |  |                               |                               |                               |  |  |             |             |             |
|  |                     | FC Barcelona     | 20               | 20 |  |                         |                         |                         |  |  |                               |                               |                               |  |  |             |             |             |
|  |                     |                  |                  |    |  |                         |                         |                         |  |  |                               |                               |                               |  |  |             |             |             |
|  |                     |                  |                  |    |  |                         |                         |                         |  |  |                               |                               |                               |  |  |             |             |             |
|  | Atlético Madrid     | 31               | 27               |    |  |                         |                         |                         |  |  |                               |                               |                               |  |  |             |             |             |
|  | Atlético Madrid     | 31               | 27               |    |  |                         |                         |                         |  |  |                               |                               |                               |  |  |             |             |             |
|  |                     | BM Granollers    | 17               | 27 |  |                         |                         |                         |  |  |                               |                               |                               |  |  |             |             |             |
|  |                     | BM Granollers    | 17               | 27 |  |                         |                         |                         |  |  |                               |                               |                               |  |  |             |             |             |
|  |                     |                  |                  |    |  |                         |                         |                         |  |  |                               |                               |                               |  |  |             |             |             |
|  |                     |                  |                  |    |  |                         |                         |                         |  |  |                               |                               |                               |  |  |             |             |             |
|  | BM Jaén             | 25               | 20               |    |  |                         |                         |                         |  |  |                               |                               |                               |  |  |             |             |             |
|  | BM Jaén             | 25               | 20               |    |  |                         |                         |                         |  |  |                               |                               |                               |  |  |             |             |             |
|  |                     | BM Granollers    | 23               | 28 |  |                         |                         |                         |  |  |                               |                               |                               |  |  |             |             |             |
|  |                     | BM Granollers    | 23               | 28 |  |                         |                         |                         |  |  |                               |                               |                               |  |  |             |             |             |
|  |                     |                  |                  |    |  |                         |                         |                         |  |  |                               |                               |                               |  |  |             |             |             |
|  |                     |                  |                  |    |  |                         |                         |                         |  |  |                               |                               |                               |  |  |             |             |             |
|  | Atlético Madrid     | 18               |                  |    |  |                         |                         |                         |  |  |                               |                               |                               |  |  |             |             |             |
|  | Atlético Madrid     | 18               |                  |    |  |                         |                         |                         |  |  |                               |                               |                               |  |  |             |             |             |
|  |                     | CB Calpisa       | 20               |    |  |                         |                         |                         |  |  |                               |                               |                               |  |  |             |             |             |
|  |                     | CB Calpisa       | 20               |    |  |                         |                         |                         |  |  |                               |                               |                               |  |  |             |             |             |
|  |                     |                  |                  |    |  |                         |                         |                         |  |  |                               |                               |                               |  |  |             |             |             |
|  |                     |                  |                  |    |  |                         |                         |                         |  |  |                               |                               |                               |  |  |             |             |             |
|  | Michelin Valladolid | 17               | 24               |    |  |                         |                         |                         |  |  |                               |                               |                               |  |  |             |             |             |
|  | Michelin Valladolid | 17               | 24               |    |  |                         |                         |                         |  |  |                               |                               |                               |  |  |             |             |             |
|  |                     | CB Calpisa       | 32               | 35 |  |                         |                         |                         |  |  |                               |                               |                               |  |  |             |             |             |
|  |                     | CB Calpisa       | 32               | 35 |  |                         |                         |                         |  |  |                               |                               |                               |  |  |             |             |             |
|  |                     |                  |                  |    |  |                         |                         |                         |  |  |                               |                               |                               |  |  |             |             |             |
|  |                     |                  |                  |    |  |                         |                         |                         |  |  |                               |                               |                               |  |  |             |             |             |
|  | CB Calpisa          | 28               | 32               |    |  |                         |                         |                         |  |  |                               |                               |                               |  |  |             |             |             |
|  | CB Calpisa          | 28               | 32               |    |  |                         |                         |                         |  |  |                               |                               |                               |  |  |             |             |             |
|  |                     | CD Bidasoa       | 15               | 14 |  |                         |                         |                         |  |  |                               |                               |                               |  |  |             |             |             |
|  |                     | CD Bidasoa       | 15               | 14 |  |                         |                         |                         |  |  |                               |                               |                               |  |  |             |             |             |
|  |                     |                  |                  |    |  |                         |                         |                         |  |  |                               |                               |                               |  |  |             |             |             |
|  |                     |                  |                  |    |  |                         |                         |                         |  |  |                               |                               |                               |  |  |             |             |             |
|  | Academia Octavio    | 20               | 29               |    |  |                         |                         |                         |  |  |                               |                               |                               |  |  |             |             |             |
|  | Academia Octavio    | 20               | 29               |    |  |                         |                         |                         |  |  |                               |                               |                               |  |  |             |             |             |
|  |                     | CD Bidasoa       | 26               | 30 |  |                         |                         |                         |  |  |                               |                               |                               |  |  |             |             |             |
|  |                     | CD Bidasoa       | 26               | 30 |  |                         |                         |                         |  |  |                               |                               |                               |  |  |             |             |             |
|  |                     |                  |                  |    |  |                         |                         |                         |  |  |                               |                               |                               |  |  |             |             |             |
|  |                     |                  |                  |    |  |                         |                         |                         |  |  |                               |                               |                               |  |  |             |             |             |

### Cuartos de final

#### Atlético Madrid - FC Barcelona
| 19 de mayo de 1980 | Atlético Madrid | 25:20 (13:9) | FC Barcelona | Polideportivo Magariños, Madrid                                                |                                                                                |
|                    | Juanón 10       |              | Castellví 4  | Asistencia: 3.000 espectadores Árbitro(s): Argüello (España) Martínez (España) | Asistencia: 3.000 espectadores Árbitro(s): Argüello (España) Martínez (España) |

| 23 de mayo de 1980 | FC Barcelona | 20:18 (13:7) | Atlético Madrid | Palau Blaugrana, Barcelona                            |                                                       |
|                    | Castellví 6  |              | Uría 5          | Árbitro(s): Martín Grande (España) Rodríguez (España) | Árbitro(s): Martín Grande (España) Rodríguez (España) |

#### BM Jaén - BM Granollers
| 19 de mayo de 1980 | BM Jaén | 25:23 (11:9) | BM Granollers | Polideportivo La Salobreja, Jaén                |                                                 |
|                    | Ponce 8 |              | Ariño 7       | Árbitro(s): Berridi (España) Azurmendi (España) | Árbitro(s): Berridi (España) Azurmendi (España) |

| 23 de mayo de 1980 | BM Granollers | 28:20 (13:9) | BM Jaén  | Pabellón Municipal, Granollers                    |                                                   |
|                    | Picón 6       |              | Ponce 10 | Árbitro(s): De la Fuente (España) Pijoán (España) | Árbitro(s): De la Fuente (España) Pijoán (España) |

#### Michelin Valladolid - CB Calpisa
| 19 de mayo de 1980 | Michelin Valladolid | 17:32 (10:14) | CB Calpisa | Pabellón Huerta del Rey, Valladolid        |                                            |
|                    | Nemesio 5           |               | Novoa 8    | Árbitro(s): Randua (España) Vives (España) | Árbitro(s): Randua (España) Vives (España) |

| 23 de mayo de 1980 | CB Calpisa | 35:24 (19:11) | Michelin Valladolid | Pabellón de Deportes, Alicante              |                                             |
|                    | Albisu 7   |               | Nemesio 5           | Árbitro(s): Cubas (España) Luchoro (España) | Árbitro(s): Cubas (España) Luchoro (España) |

#### Academia Octavio - CD Bidasoa
| 19 de mayo de 1980 | Academia Octavio   | 20:26 (9:17) | CD Bidasoa | Centro Deportivo Municipal, Vigo        |                                         |
|                    | Martínez y Simón 5 |              | Aguirre 6  | Árbitro(s): Sola (España) Laca (España) | Árbitro(s): Sola (España) Laca (España) |

| 23 de mayo de 1980 | CD Bidasoa  | 30:29 (18:19) | Academia Octavio | Frontón Uranzu, Irún                          |                                               |
|                    | Sagárzazu 5 |               | Martínez 17      | Árbitro(s): Herrera (España) codnach (España) | Árbitro(s): Herrera (España) codnach (España) |

### Semifinal

#### Atlético Madrid - BM Granollers
| 13 de abril de 1980 | Atlético Madrid | 31:17 (15:6) | BM Granollers | Polideportivo Magariños, Madrid                                               |                                                                               |
|                     | Uría 13         |              | Picón 5       | Asistencia: 3.000 espectadores Árbitro(s): Cerveró (España) Negrillo (España) | Asistencia: 3.000 espectadores Árbitro(s): Cerveró (España) Negrillo (España) |

| 20 de abril de 1980 | BM Granollers | 27:27 (14:13) | Atlético Madrid | Pabellón Municipal, Granollers               |                                              |
|                     | Puig 8        |               | Cecilio 6       | Árbitro(s): Collazo (España) Costas (España) | Árbitro(s): Collazo (España) Costas (España) |

#### CB Calpisa - CD Bidasoa
| 12 de abril de 1980 | CB Calpisa | 28:15 (13:6) | CD Bidasoa | Pabellón de Deportes, Alicante                 |                                                |
|                     | Albizu 8   |              | Salcedo 4  | Árbitro(s): Colmenero (España) Hipola (España) | Árbitro(s): Colmenero (España) Hipola (España) |

| 13 de abril de 1980 | CB Calpisa   | 32:14 (17:8) | CD Bidasoa | Pabellón de Deportes, Alicante                 |                                                |
|                     | Cascallana 8 |              | Salcedo 6  | Árbitro(s): Colmenero (España) Hipola (España) | Árbitro(s): Colmenero (España) Hipola (España) |

- Los dos partidos de esta eliminatoria se jugaron en menos de veinticuatro horas, en el mismo escenario, el Pabellón de Deportes de Alicante.

### Final - Gerona

#### Atlético Madrid - CB Calpisa[1]
| 24 de abril de 1980 | Atlético de Madrid | 18:20 (9:9) | CB Calpisa | Pabellón del Paláu Sacosta, Gerona                                              |                                                                                 |
|                     | Juanón 5           |             | Albisu 7   | Asistencia: 4.000 espectadores Árbitro(s): Berridi (España) Azurmendía (España) | Asistencia: 4.000 espectadores Árbitro(s): Berridi (España) Azurmendía (España) |

| Comunidad Valenciana          |
| Campeón CB Calpisa 4.º título |